# Церковь Ружица
Церковь Ружица (серб. Црква Ружица) — старейшая церковь в Белграде. Расположена в крепости Калемегдан. Престол церкви освящен в честь Рождества Пресвятой Богородицы.

## История
На том же месте во времена Стефана Лазаревича находилась церковь Успения Богородицы. После захвата Белграда в 1521 году, возможно, османами она была переоборудована в мечеть.
Сегодняшняя церковь в XVIII веке была пороховым складом, была переделана в гарнизонную церковь между 1867 и 1869 годами. После тяжелых разрушений, полученных во время Первой мировой войны, церковь была обновлена и освящена 11 октября 1925 года. С 31 мая 1965 года церковь находится под защитой государства.
В непосредственной близости от церкви Ружица находится часовня Параскевы Сербской.

## Внутренне убранство
После реконструкции у входа были поставлены две статуи: царя Стефана Душана и пехотинца времен Балканских войн. Иконостас обновленного храма был изготовлен Костой Тодоровичем, а иконы к нему написаны иеромонахом Рафаило Момчиловичем. Фрески были написаны Андреем Биценко.